# Carmo do Rio Verde
Carmo do Rio Verde è un comune del Brasile nello Stato del Goiás, parte della mesoregione del Centro Goiano e della microregione di Ceres.